# ピースボート
ピースボート（英語: Peace Boat）は、国際交流を目的として設立された日本の非政府組織（NGO）、もしくは、その団体が企画していた船舶旅行の名称である。設立当初はアジアをめぐるクルーズの企画を主体としていたが、1990年以降は世界各地を巡る「地球一周の船旅」を繰り返し行っている。

## 概要
当時、早稲田大学の学生であった辻元清美ら数名が、1983年（昭和58年）に設立した。
ピースボートはアジアをはじめとする各地の人々と現地での交流を行うことで国際交流と理解を図るという趣旨により、青少年を運営主体として長期の船旅を企画していた。また、ジャパングレイスが旅行業者としてこの船旅を企画・実施していた。
1983年にピースボートが企画される発端となったのは、1982年の歴史教科書検定にて、日本のアジア侵攻について「侵略」と記載されていたものが「進出」と書き換えられるとの新聞報道に対し、中国・韓国の人々が抗議し国際問題となった「第一次教科書問題」である（誤報に端を発するが、報じられた教科書とは別に「進出」との書き換え意見があったことも判明した）。これに対して実際の状況を「現地に行って自分たちの目で確かめてみよう」と考えたことが設立のきっかけとなった。
世界中の市民と交流するに当たって、平和・民主主義・人権から地球環境問題など、具体的には、ユーゴスラビア紛争やパレスチナ問題などの地域紛争や、核問題、アフリカなどの貧困問題、HIV問題、あるいはカンボジアのような国の地雷廃絶など、地球上が抱える重大な問題をテーマに扱い、世界の市民と交流を行いながら続けてきた船旅企画である。
ピースボートは国連との特殊諮問資格 (Special Consultative Status) をもつ国際NGOとして、活動の成果を踏まえて国連に報告、提言などを行うことができる。このことは国連広報センターのHPでも触れられている。
ピースボートは核兵器廃絶を目指す国際NGO・核兵器廃絶国際キャンペーン（ICAN）の国際運営グループとして参加している。ピースボート共同代表の川崎哲はICAN国際運営委員に名を連ねており、ICANとして2017年度のノーベル平和賞を受賞した。

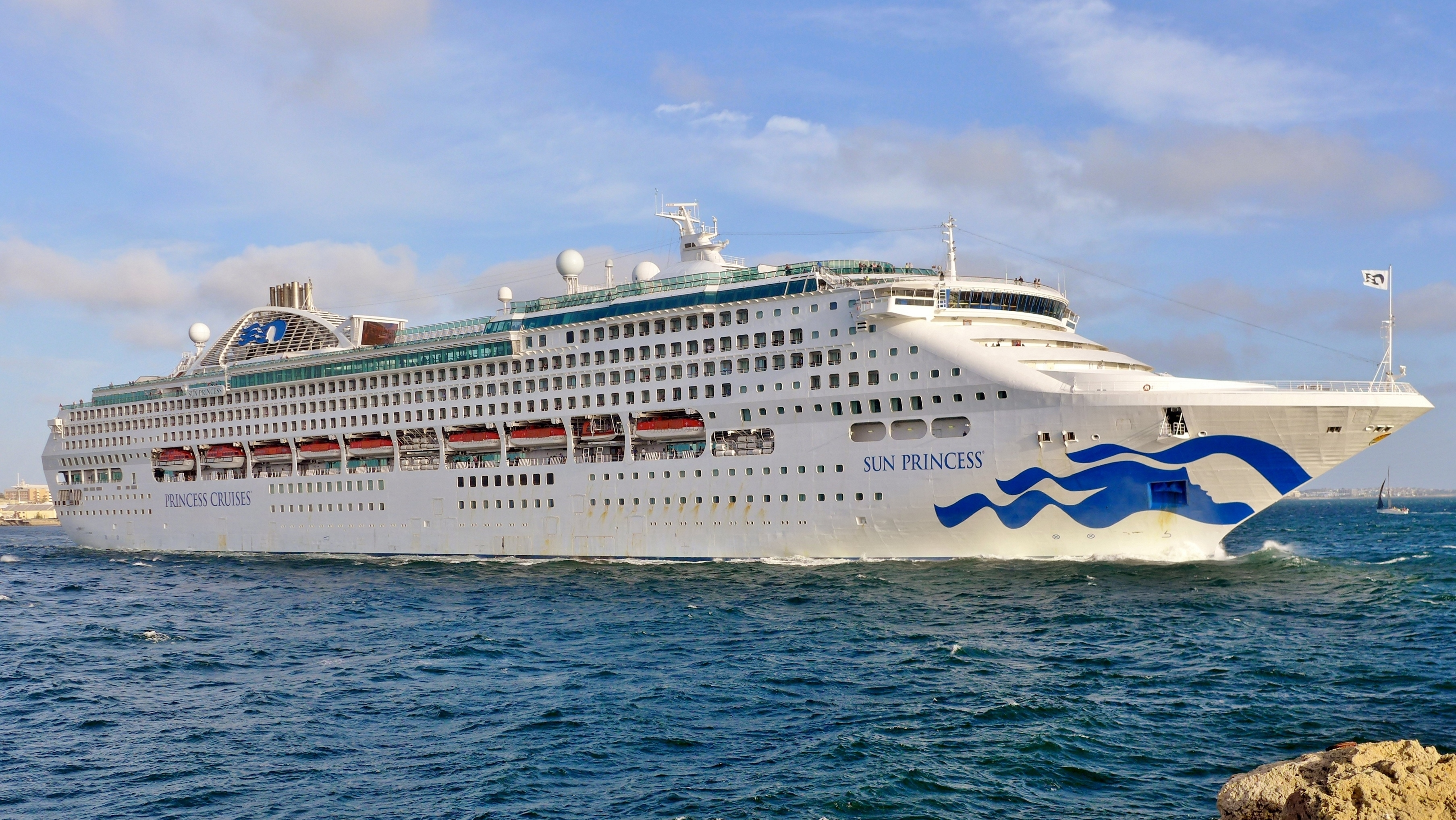
客船「パシフィック・ワールド (旅客船) 写真はプリンセスクルーズ時代のもの」（2021年-使用）
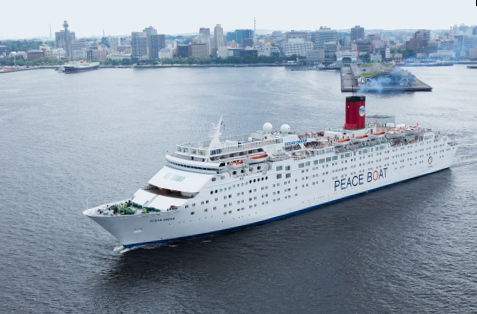
客船「オーシャンドリーム」（2012年-2020年使用）
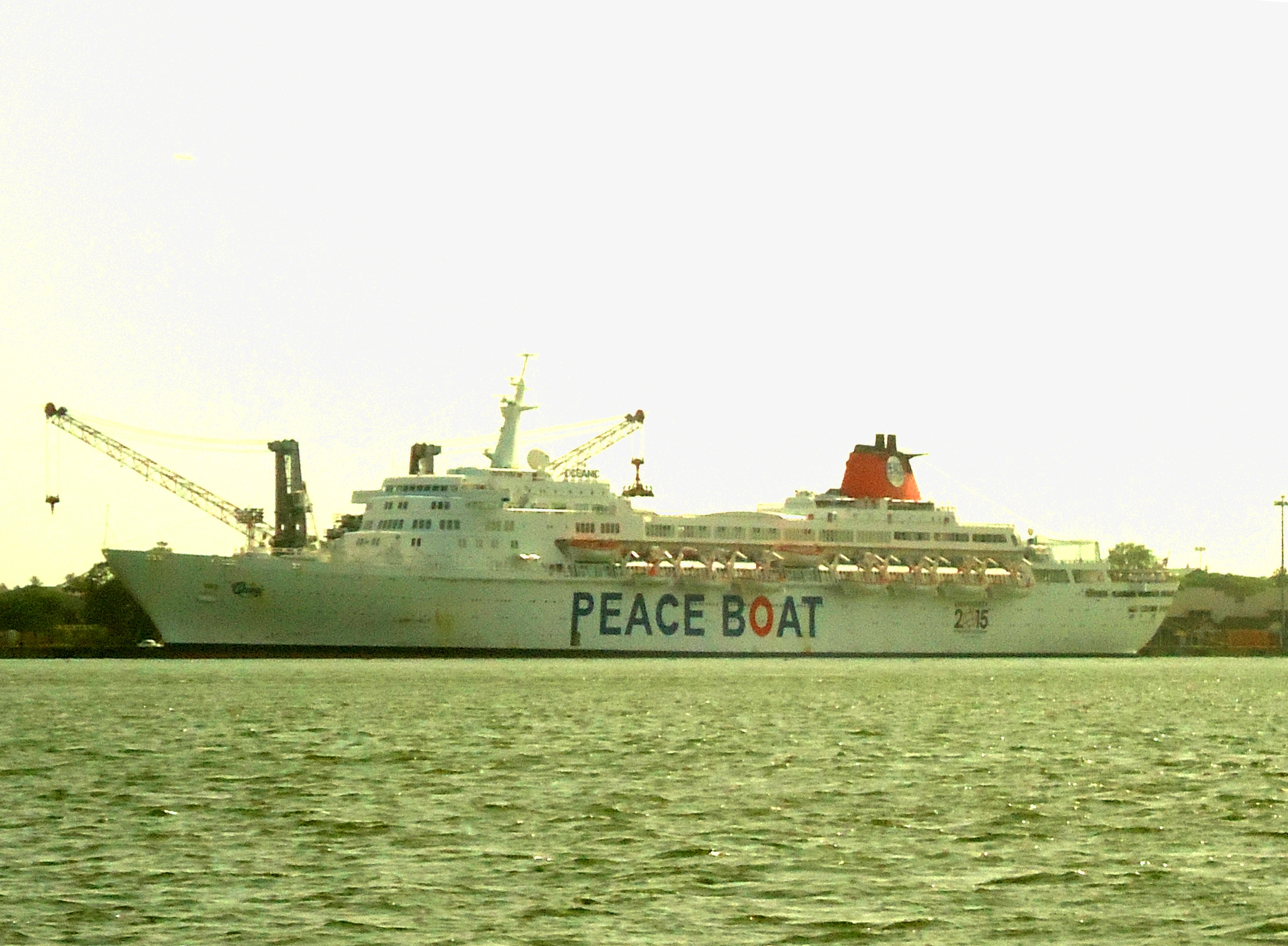
客船「オセアニック」（2009-2012年使用）
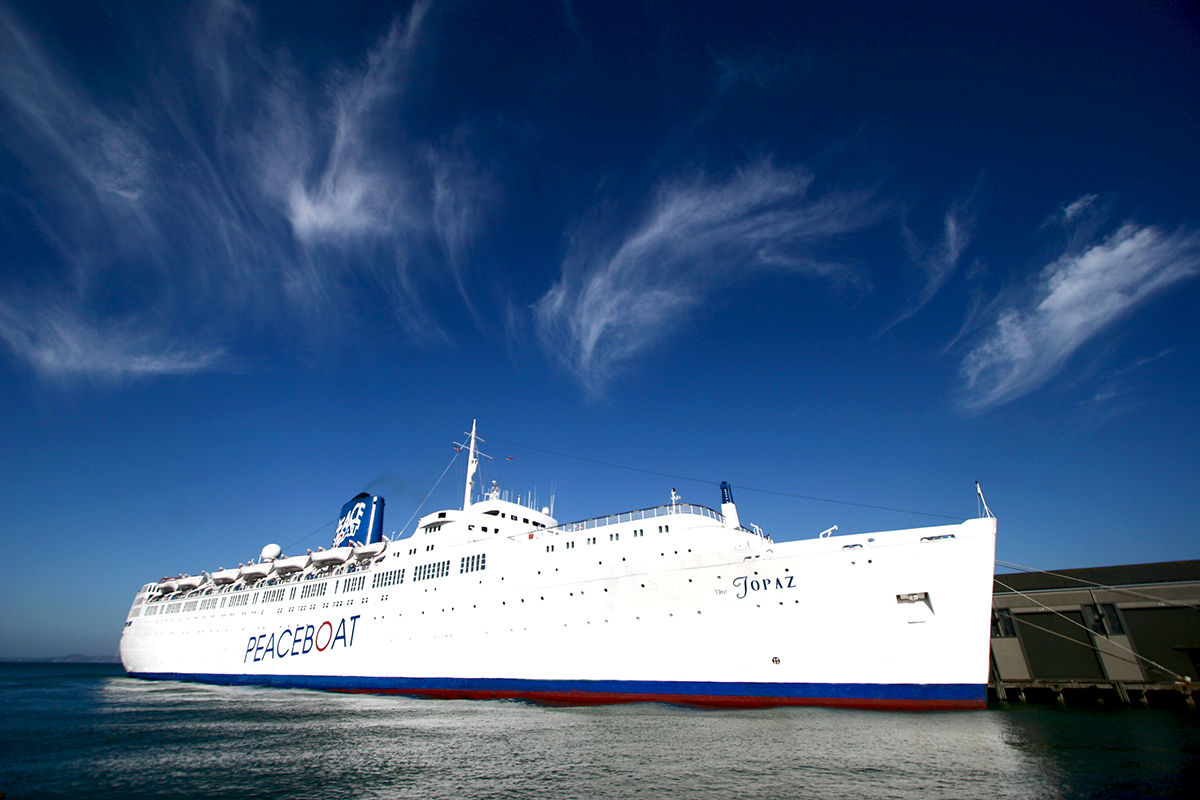
客船「トパーズ号」（2003年～2008年使用）

## ピースボートが実施しているプロジェクト活動

### 地雷廃絶キャンペーン

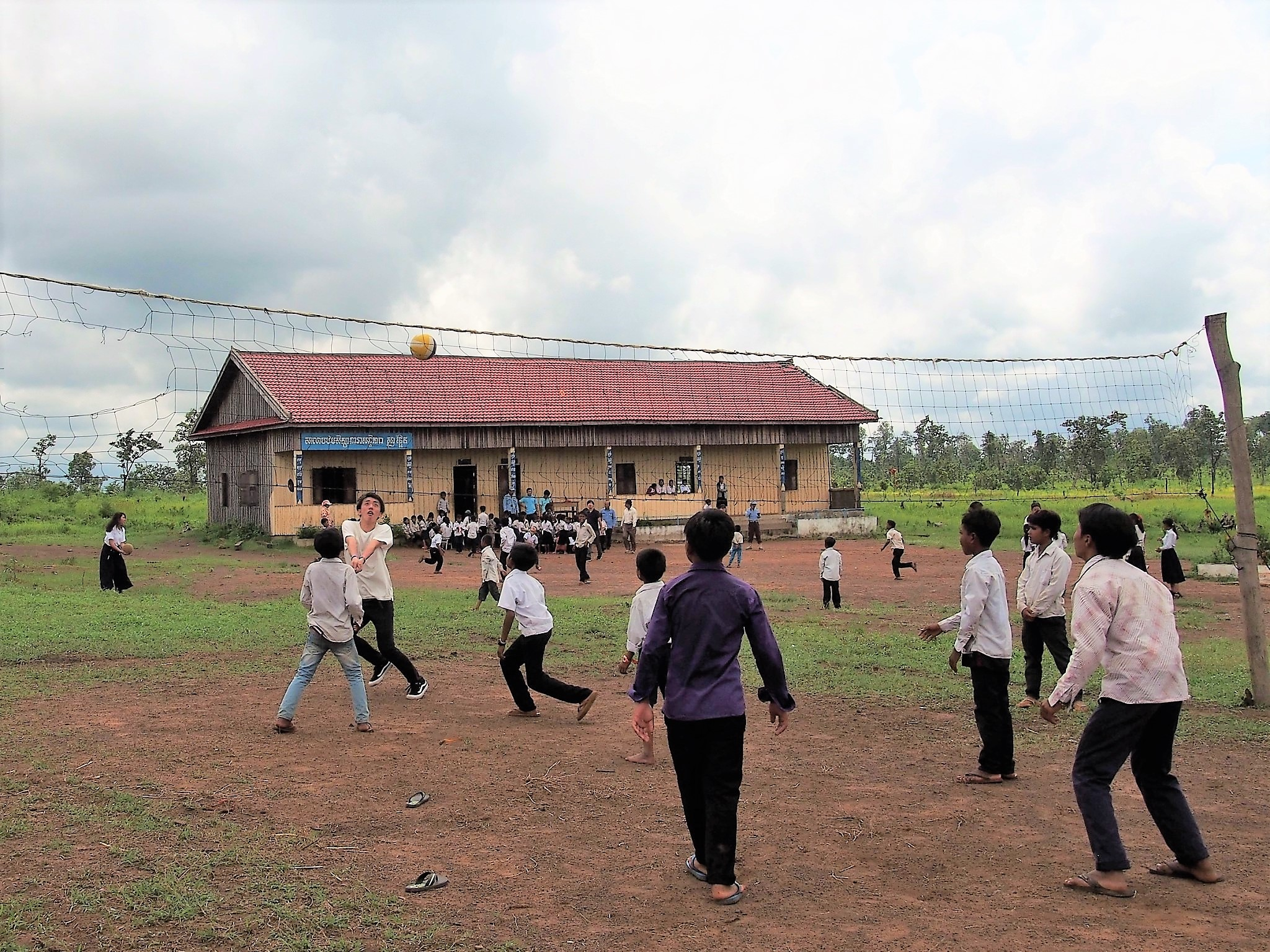
ピースボートが地雷除去と建設を支援した小学校で子どもたちと交流

ピースボートでは1998年から、カンボジアやアフガニスタンなどの地雷埋設国で継続的に、地雷除去を行う政府機関やNGOの支援を行うプロジェクトであるピースボート地雷廃絶キャンペーン（P-MAC:PeaceBoat Mine Abolition Campaign）を行っている。 世界中におよそ8千万個と言われている地雷によって、今も命を失ったり怪我をする人が後を絶たない。その犠牲者の多くは戦闘員ではなく、一般市民である。「世界中で1時間にひとり」と言われる地雷の犠牲者を減らすためにピースボートは地雷廃絶キャンペーンを立ち上げている。
ピースボート地雷廃絶キャンペーンは1998年以来、「地雷をなくそう100円キャンペーン」や「なんだろう地雷出前教室」、地雷被害者への支援など、さまざまなキャンペーンを展開し、2020年1月末までに22か所、200万㎡の土地の地雷除去を支援。またその土地に、2018年末までに小学校4校と保健所1棟も建設した。その支援活動により「カンボジア王国友好勲章」、「ソワタラ勲章」を授与されている。現在も学校や農地のための地雷除去募金を集めている。カンボジアの地雷除去を行う政府系組織CMACでもピースボートの支援はサポート団体として紹介されている。

### 地球大学
ピースボート地球大学は、1999年10月に出航した第26回ピースボート地球一周の船旅において初めて開催された。目的は、平和についてより広く実践的に学び、地球的視野から平和をつくりだしていく人材を育てること。参加者は日本人の若者のみならず、国際奨学生として近隣のアジア諸国や世界の紛争地域から若者を招いている。
2014年からは全行程を英語でおこなう短期間の「特別プログラム」を、2016年からは国連の「持続可能な開発目標 (SDGs) 」に関連づけたカリキュラムを実施している。
これまでに47クルーズでプログラムを実施し、のべ3000名以上が参加している（2019年10月時点）。

### ピースボート子どもの家

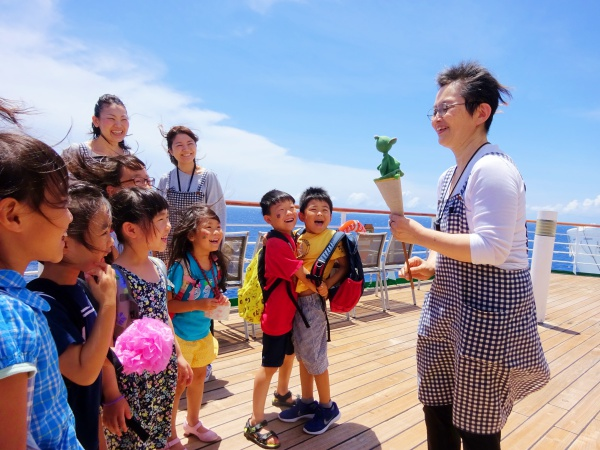
洋上モンテッソーリ保育園

ピースボート子どもの家 2009年4月から、2歳から6歳までの子どもを対象とした洋上のモンテッソーリ保育園、ピースボート子どもの家を地球一周クルーズにおいて実施している。 洋上では、子ども向けの英西会話プログラム、 寄港地での学校体験などがあり、一人ひとりの子どもの発達や興味にあわせて、国際モンテッソーリ教師・担当保育士が環境を用意し、子どもたちの好奇心や学ぶ力、表現力を大切に育んでいる。子どもの発達をとことん見つめ、「自分でできた！」という自ら成長する力を援助するプログラムを実施している。
これまでに、のべ179名の子どもたちと、そのご家族が地球一周を経験している（2019年10月現在）。

## 評価が分かれている諸問題

### グローバル9条キャンペーン
2014年7月14日、国際民主法律家協会などと共に、「グローバル９条キャンペーン」を立ち上げた。7月1日、集団的自衛権の行使を容認する閣議決定に抗議し、世界と日本の人々に広く行動を呼びかける国際アピールを発出する。

### 国後島への渡航
第38回クルーズ（2002年）に於いて、ピースボートは日本・ロシア間の領土問題となっている国後島へ渡航し、日本人とロシア人の友好の家（通称：ムネオハウス）の見学、島民との交流などを行なった。
日本の外務省は、領土が他国に占拠されている領土に日本人が渡航することで、あたかも相手国の領土であるかのごとく入域することになり、北方領土に対する日本の法的立場を害することになるおそれがあるとの危惧から、ピースボートに対して同年4月時点での渡航自粛要請し、その後ロシア側に対して実施を受け入れないよう要請した 。ピースボート側は8月26日に代表3名が外務省を訪れ、欧州局ロシア課長に対して抗議と申し入れを行い、そして翌27日には渡航が敢行された。外務省は同日、この件についての報道官談話を発表。10月31日には、ピースボート側からの公開質問状に対する欧州局ロシア課長名での回答のなかで、北方四島への渡航を今後自粛するよう要請した。
ピースボート側は外務省の見解に沿うようロシア政府の領土であることを認めない「ビザなし・パスポートなし」での渡航であること、外務省側からは事前に国後島への渡航に関して「問題はない」との回答を受けてきたこと、日露市民相互の信頼関係を築くための民間国際交流の一環であることなどから正当なものだと主張したが、外務省は同省の見解を歪曲したものであり、また「ビザなし・パスポートなし」のためにロシア側と調整をとること自体が日本の法的立場を損なうものだとしている。

### 北朝鮮への渡航
「アジア未来航海」と名づけられた第29回クルーズや、「コリア・ジャパン未来クルーズ」と名づけられた第50回クルーズなど、ピースボートは数回にわたり朝鮮民主主義人民共和国（北朝鮮）へ渡航している。また、過去には万景峰号をチャーターしての北朝鮮へのクルーズを行ったこともある。

### 海賊対策での海上自衛隊派遣問題
ピースボートは、海賊対策での「ソマリア沖の海賊の海上自衛隊派遣反対」を掲げていたにも関わらず、2009年5月、第66回目の地球一周航海の際、ソマリア沖・アデン湾を航行中に、海上自衛隊の護衛艦「さみだれ」、「さざなみ」による護衛を受けていたことが報道された。
事務局の担当者は「海上保安庁ではなく海自が派遣されているのは残念だが、主張とは別に参加者の安全が第一。（旅行会社が）護衛を依頼した判断を尊重する」と話しており、海自による護衛は、船旅の企画・実施を行う旅行会社が、護衛任務を調整する「国土交通省海賊対策連絡調整室」と安全対策を協議した結果、海自が護衛する船団に入ることが決まったと述べており、ピースボートが海自に護衛を直接依頼したのではない、と主張している。
2016年5月、第91回目の地球一周航海の際にも、ソマリア沖・アデン湾を航行する際に、海上自衛隊の護衛艦「ゆうぎり」に護衛されたが、ピースボート側は「コメントする立場にない」としている。
2019年11月、アデン湾を航行するピースボートを護衛する護衛艦「さざなみ」の写真や、「海自サン アリガトウ」の横断幕と日の丸の小旗を掲げた乗客の写真が紹介された。

### 船のトラブル
ピースボートが2008年にチャーターした船は、何度かトラブルを起こしたことがある。クリッパー・パシフィック号(1970年建造・22,954トン)は、2008年に行なわれた第62回の世界一周の航海において、ニューヨーク寄港時に整備不良が発覚し、出港を差し止められた。その後、数日遅れて出航した船は、地球一周を経て帰国している。また、2009年からチャーターした客船オセアニック号(1965年建造・38,772トン)も、2012年に実施された第75回世界一周の航海中に停電をおこしたことが原因で、帰航日が一日遅れた。そのことは、2012年5月の週刊新潮でも報じられている。その後、2012年5月からチャーター船はオーシャンドリーム号（1981年建造・35,265トン）に変更された。現在、ピースボートの公式サイトでは、チャーター船の建造年数を記載するようになっている。

## 事件・訴訟

### 地球一周船旅に関する訴訟
2009年8月11日、2008年出航の第62回と第63回の参加者24人に、ピースボートの船が整備不良で航行不能になるなどして航海中の日程変更を強いられ、健康被害も出たとして、約2700万円の損害賠償を吉岡共同代表や旅行会社などに請求する訴訟を起こされた。
しかし、ピースボート及び旅行会社に責任はないと勝訴となった。

### 名誉毀損に関する訴訟
週刊新潮がピースボートの企画旅行に対して批判記事を掲載した。これに対してピースボート主宰者らは出版社の新潮社などに対し、著しく名誉を傷つけられる報道をされたしたとして、損害賠償を求める訴訟を起こした（ピースボートのHPに記述されている）。
東京地裁は新潮社側に192万円の支払いを命じる判決を下したが、東京高裁では敗訴となり、最高裁は上告を棄却しピースボート主宰者側の敗訴が確定した。
また、ピースボート関係者は文藝春秋などに対しても、1994年10月20日号の週刊文春の記事により名誉を傷つけられたとして、損害賠償を求める訴訟を起こしたが、こちらも2002年2月8日に最高裁での敗訴が確定した。なお、この記事で「ピースボートの集客方法は旅行業法上問題がある」と指摘されたことから、この問題以降は旅行会社をジャパングレイスに変更し、広告にも主催旅行社の名前を大きく出すようになった。

### 乗船客による大麻密輸事件
2013年10月10日、横浜港大さん橋国際客船ターミナル（横浜市中区）で、オーシャンドリーム号から下船し上陸する際に乾燥大麻約5.66グラム（末端価格約2万8000円）を密輸しようとしたとして、乗客の自称カメラマンの男が関税法違反（輸入禁止貨物の輸入未遂）容疑で横浜税関に告発された。大麻取締法違反（所持）容疑で逮捕された男は個人的に吸引する目的でジャマイカで購入し、船内で何度か吸っていたことを認めた。
この件について、ピースボート事務局の広報責任者は「若い世代の参加者が多く、薬物は最も気を付けていることの一つ。出航前から注意喚起を繰り返していたので大変残念だ」とコメントした。

### 返金拒否による行政指導
2020年5月21日、クルーズを主催する東京都新宿区の旅行会社ジャパングレイスは同年4月出発のツアーを中止したにも関わらず返金せず、観光庁から顧客に代金を一括返金するよう、行政指導を受けた。
旅行業約款第19条では「旅行開始前にキャンセルが決まった場合は、その翌日から7日以内に払い戻す」こととなっているが、同社は「客には同年4月11日付の書面で3年間36回払いの分割での返金を提案した」とされ、それにより日本旅行業協会に苦情が殺到したために観光庁が指導を行った。これに関して同社広報室は「想定を上回る大量キャンセルが発生し、一括返金はできず、ポイントへの振り替えを含め、融資を受けて支払うことも検討中で約款は順守したい」とのコメントを発表。
しかしながら「ピースボートステーション（公式サイト）」等では今後、2022年に実施するツアーを「いまだけウルトラ早得割引」と銘打って大々的に販売を続けていた（※2020年4月27日時点）とされる。。2020年6月時点で行政処分は受けておらず旅行業登録票は更新（有効期間：2020年6月22日～2025年6月21日）された。